# بیور ولی استیتس (آریزونا)
بیور ولی استیتس (به انگلیسی: Beaver Valley Estates) یک منطقهٔ مسکونی در ایالات متحده آمریکا است که در آریزونا واقع شده‌است. بیور ولی استیتس ۱٬۴۷۶ متر بالاتر از سطح دریا واقع شده‌است.